# Scortum hillii
Scortum hillii é uma espécie de peixe da família Terapontidae.
É endémica da Austrália.